# باشگاه فوتبال آمارانته
باشگاه فوتبال آمارانته (انگلیسی: Amarante F.C.) یک باشگاه فوتبال مستقر در آمارانته، پرتغال است که در حال حاضر در لیگا ۳، سومین رده لیگ فوتبال در این کشور، به رقابت می‌پردازد.

## تاریخچه
این باشگاه در سال ۱۹۲۳ تأسیس شده و بازی‌های خانگی خود را در ورزشگاه شهرداری آمارانته در آمارانته برگزار می‌کند. این ورزشگاه قادر به پذیرش ۵۰۰۰ تماشاگر است و در سال ۱۹۷۸ ساخته شده است.
این باشگاه به اتحادیه فوتبال پورتو وابسته است. همچنین این باشگاه در مسابقات جام ملی معروف به جام حذفی فوتبال پرتغال در چندین نوبت شرکت کرده است.